# Yuriy Konovalov
Pour les articles homonymes, voir Konovalov.
Yuriy Semionovich Konovalov  (en russe : Юрий Семёнович Коновалов ; en français : Iouri Semionovitch Konovalov), né le 30 décembre 1929 à Bakou et mort le 25 mai 2008 dans l'oblast de Smolensk, est un athlète soviétique spécialiste du 100 mètres et du 200 mètres. Licencié au Neftianik (« Pétrolier ») de Bakou, il mesurait 1,83 m pour 77 kg.

## Carrière

### Palmarès
| Date | Compétition           | Lieu      | Résultat | Épreuve    | Performance |
| ---- | --------------------- | --------- | -------- | ---------- | ----------- |
| 1956 | Jeux olympiques d'été | Melbourne | 2e       | 4 × 100 m  | 39 s 8      |
| 1958 | Championnats d'Europe | Stockholm | 5e       | 100 mètres | 10 s 7      |
| 1958 | Championnats d'Europe | Stockholm | 6e       | 200 mètres | 22 s 0      |
| 1958 | Championnats d'Europe | Stockholm | 3e       | 4 × 100 m  | 40 s 4      |
| 1960 | Jeux olympiques d'été | Rome      | 2e       | 4 × 100 m  | 40 s 1      |

### Records
| Épreuve    | Performance | Date |
| ---------- | ----------- | ---- |
| 100 mètres | 10 s 3      | 1957 |
| 200 mètres | 20 s 9      | 1960 |